# Rososz (Białoruś)
Rososz (biał. Росаш; ros. Росошь) – chutor na Białorusi, w obwodzie brzeskim, w rejonie baranowickim, w sielsowiecie Wolna.
W dwudziestoleciu międzywojennym folwark i osada Rososz leżały w Polsce, w województwie nowogródzkim, w powiecie baranowickim, do 22 stycznia 1926 w gminie Połoneczka, następnie w gminie Wolna.